# Fraternidad
Fraternidad är en kommun i Honduras.   Den ligger i departementet Departamento de Ocotepeque, i den västra delen av landet, 210 km väster om huvudstaden Tegucigalpa. Antalet invånare är 2 239. Arean är 85 kvadratkilometer.
Terrängen i Fraternidad är lite bergig.